# Ulica Akademicka w Warszawie
Ulica Akademicka – ulica w warszawskiej dzielnicy Ochota. 

## Opis
Została wytyczona w kształcie łuku w roku 1923 wraz z pobliskim placem Gabriela Narutowicza i wyznaczająca swoją zabudową jego wschodnią pierzeję. Inicjatorem budowy nowoczesnych gmachów mieszczących domy akademickie był prezydent Warszawy Antoni Jabłoński, a projekt stworzył architekt Kazimierz Tołłoczko.
W roku 1925 ukończono budowę bocznego skrzydła, liczącego trzy piętra i przyporządkowanego numeracji ul. Grójeckiej jako nr 39. Obecnie jest to Dom Studencki Politechniki Warszawskiej mieszczący akademiki Bratniak oraz Tulipan, w momencie powstania był to Dom Mieszkalny Centrali Akademickiej Bratniej Pomocy. Jego krótsze, boczne elewacje stworzyły fragmenty pierzei ulic Akademickiej i Mochnackiego. Obecnie właśnie z tej ostatniej prowadzi wejście do Domu Studenckiego Politechniki Warszawskiej „Muszelka” (Mochnackiego 12).
W tym samym czasie powstało analogiczne skrzydło od strony ul. Uniwersyteckiej – współcześnie mieści się tam Dom Studencki Politechniki Warszawskiej „Pineska”, adres ul. Uniwersytecka 5. Głównym gmachem założenia był Dom Studencki „Akademik” (nr 5), od nazwy którego pochodzi powszechne określenie placówek tego typu. Jego budowę ukończono w roku 1930 i był on wtedy jednym z największych budynków w Warszawie – zaprojektowano go tak, by mógł dać schronienie niebagatelnej liczbie 2500 studentów. Od strony ul. Akademickiej i Placu Gabriela Narutowicza gmach posiada osiem pięter i dodatkową kondygnację mieszczącą strych. Fasadę liczącą 11 osi urozmaica centralnie umieszczone wejście znajdujące się w konchowej niszy, która sięga aż do gzymsu ponad pierwszym piętrem.
Na osi wejścia na najwyższej, dziewiątej kondygnacji w okresie powojennym umieszczono Godło Polski – białego orła na tle czerwonej tarczy. Architektura zespołu odwołuje się do sztuki polskiej XVII wieku przetworzonej w duchu art déco. Wewnątrz gmachu zaprojektowano duży, wewnętrzny dziedziniec, zaś dla potrzeb mieszkaniowych służy 675 pokojów. W suterenie mieści się basen oraz dwukondygnacyjna sala gimnastyczna. Z zachowanych elementów dawnego wystroju należy wymienić salę klubową, której strop wspiera się na kolumnach ozdobionych zielonym stiukiem – tam także przetrwały kinkiety w stylu art déco. Na dachach kompleksu przewidziano tarasy rekreacyjne o powierzchni 3 300 metrów kwadratowych, obecnie niedostępne.
Pod numerem 3 znajduje się Dom Urzędników Ministerstwa Wyznań Religijnych i Oświecenia Publicznego – utrzymany w stylu historyzmu lat 20. XX wieku odwołuje się do polskiego baroku, zaś od strony ul. Akademickiej otrzymał stalowe, falujące ogrodzenie, nawiązujące do barokowej płynności kształtów.
Początkowy odcinek ulicy wypełnia Dom Spółdzielni Artystów Plastyków noszący numerację ulicy Filtrowej (nr 83), wybudowany około roku 1928 według projektu Jana Stefanowicza, którego elewacja od strony ul. Akademickiej liczy 11 osi.
Pomiędzy jezdniami ulicy Akademickiej i placu Narutowicza nie ma zabudowy, lecz szeroki trawnik z drzewami pełni funkcję skweru. W XXI w. odsłonięto na nim dwa pomniki – popiersie Gabriela Narutowicza (2002 r.) i kamień upamiętniający stulecie 16 Warszawskiej Drużyny Harcerzy (2011 r.).

## Ważniejsze obiekty
- Dom Studencki Politechniki Warszawskiej „Akademik”